# Astragalus tauricolus
Astragalus tauricolus är en ärtväxtart som beskrevs av Pierre Edmond Boissier. Astragalus tauricolus ingår i släktet vedlar, och familjen ärtväxter. Inga underarter finns listade i Catalogue of Life.